# Гришковка (Харьковская область)
Гришковка (укр. Гришківка) — село, 
Соколовский сельский совет,
Змиёвский район,
Харьковская область.
Код КОАТУУ — 6321785005. Население по переписи 2001 года составляет 7 (5/2 м/ж) человек.

## Географическое положение
Село Гришковка находится в лесном массиве урочище Завиловка,
недалеко от истоков реки Большая Виловка.
На расстоянии в 2 км расположены сёла Дудковка, Тарановка и посёлок Першотравневое.
В 1-м км проходят автомобильная дорога Т-2107 и
железная дорога,
ближайшие стенции Шурино — 2 км, Первомайский — 2,5 км.

## История
- 1685 — дата основания.